# Efua Dorkenoo
Efua Dorkenoo (ur. 6 października 1949 w Cape Coast, zm. 18 października 2014) – ghańska feministka działająca przeciwko okaleczaniu narządów płciowych kobiet.

## Życiorys
Efua Dorkenoo urodziła się jako jedno z jedenaściorga dzieci Johna i Marian Elliot-Yorke w Cape Coast w Ghanie. Dorastała na terenie szkoły dla chłopców Adisadel College, gdzie jej ojciec pracował jako pielęgniarz. Wykształcenie odebrała w szkole dla dziewcząt Wesley Girls' Senior High School. Następnie wyjechała do Londynu, gdzie pracowała jako pielęgniarka. W 1982 roku ukończyła studia w Londyńskiej Szkole Higieny i Medycyny Tropikalnej.
Pod wpływem doświadczeń z ofiarami obrzezania kobiet, na początku lat 80. XX wieku rozpoczęła działalność przeciwko okaleczeniu kobiecych narządów płciowych. W 1983 roku założyła Fundację na rzecz Zdrowia Kobiet, Badań i Rozwoju (ang. Foundation for Women’s Health, Research and Development, FORWARD), która m.in. przyczyniła się do wprowadzenia zakazu obrzezania kobiet w Wielkiej Brytanii w 1985 roku. Organizacja działa na rzecz praw kobiet, m.in. walczy z okaleczeniem kobiecych narządów płciowych i zawieraniem małżeństw przez dziewczynki. Działa także na rzecz innych praw kobiet i dziewcząt, związanych z tymi kwestiami.
W latach 1995–2001 pełniła funkcję dyrektora departamentu ds. zdrowia kobiet Światowej Organizacji Zdrowia, koordynując programy na rzecz ochrony zdrowia kobiet i przeciw ich obrzezaniu na terenie Burkiny Faso, Ghany, Kamerunu, Kenii, Somalii i Sudanu. Za swoją działalność została odznaczona Orderem Imperium Brytyjskiego IV klasy (OBE). W 2013 roku została dyrektorem brytyjskiego programu rządowego The Girl Generation: Together to End FGM na rzecz zakończenia praktyk obrzezania kobiet w Afryce.

## Publikacje
- Cutting The Rose: Female Genital Mutilation the Practice and its Prevention, 1994[2]
- Report of the First Study Conference of Genital Mutilation of Girls in Europe, Western World, 1993[2]
- Child Protection and Female Genital Mutilation: Advice for Health, Education, and Social Work Profession, 1992[2]
- Female Genital Mutilation: Proposals for Change (współautorstwo), 1992[2]
- Tradition! Tradition: A symbolic story on female genital mutilation, 1992[2]

## Odznaczenia
- 1994 – Oficer Orderu Imperium Brytyjskiego[1]